# The Dark Pictures Anthology: Little Hope
Pour les articles homonymes, voir Little Hope.
The Dark Pictures Anthology: Little Hope est un jeu vidéo de type survival horror en film interactif développé par Supermassive Games et édité par Bandai Namco Entertainment. C'est le deuxième jeu de la série The Dark Pictures Anthology, ainsi que le second jeu de la première saison de la franchise après  Man of Medan. 
Le jeu est sorti sur Microsoft Windows, PlayStation 4 et Xbox One le 30 octobre 2020. Le 27 Septembre 2022 une version pour la Playstaion 5 et Xbox Series X/S est sortie. Une version Nintendo Switch est sortie le 5 Octobre 2023.

## Système de jeu
The Dark Pictures Anthology: Little Hope est un jeu vidéo d'horreur de survie joué dans une perspective à la troisième personne dans laquelle le joueur prend le contrôle de cinq personnages qui ont été piégés dans une ville fantôme. Tout au long du jeu, le joueur doit choisir différentes options de dialogue, ce qui influencera le cours du récit et les relations entre les protagonistes. Le jeu peut être joué plusieurs fois, car il y a plusieurs fins possibles et plusieurs scénarios en fonction des décisions que les joueurs prennent. Selon les choix des joueurs, tous les personnages peuvent mourir à la fin de l'histoire. Les séquences d'action comportent principalement des événements temporels rapides, dont la plupart, s'ils sont manqués, peuvent entraîner des conséquences désastreuses pour les personnages.
Semblable à Man of Medan, le jeu propose deux modes multijoueurs. Le mode "Shared Story" permet à deux joueurs de jouer en ligne en coopération, et le mode "Movie Night" permet à jusqu'à cinq joueurs multijoueurs de sélectionner leurs propres personnages et les invite à passer le contrôleur à chaque tour.

## Prémices
Little Hope est une petite ville américaine avec une histoire tristement célèbre de chasse aux sorcières en 1692. Alors que le groupe explore la ville, ils sont témoins de l'exécution d'un groupe de colons du passé qui leur ressemblent exactement. Le groupe doit découvrir leurs liens avec ce groupe de colons, reconstituer l'histoire de la ville et découvrir «la racine du mal». Le conservateur de « Man of Medan » revient en tant que narrateur du jeu.

## Développement
Little Hope est le deuxième opus de la série The Dark Pictures Anthology. Contrairement à Man of Medan, qui était une histoire moderne, l'histoire de Little Hope couvre plusieurs époques sous forme de flashback. Le jeu comporte plus d'éléments surnaturels par rapport à son prédécesseur et l'équipe a choisi la sorcellerie comme thème principal du jeu. Pete Samuels, le directeur du jeu, a ajouté que l'équipe était intriguée par la "cupidité, la paranoïa et la peur de Dieu" qui ont motivé les gens à commettre des actes odieux pendant cette période. L'équipe s'est inspirée de la série Silent Hill et de The Crucible, qui est une pièce sur les procès des sorcières de Salem qui ont eu lieu dans la Massachusetts Bay Colony en 1692-1693. Le jeu a également été inspiré par des films dont The Witch, The Blair Witch Project, Hellraiser, It Follows, The Omen et Season of the Witch. Will Poulter a été embauché pour la voix et fournir la capture de mouvement pour Andrew, le personnage principal du jeu. Comme son prédécesseur, le jeu a été conçu pour être rejouable. L'équipe a également peaufiné le gameplay, après avoir entendu les commentaires des joueurs qui se sont plaints de celui présent dans Man of Medan. Par exemple, le personnage du joueur peut désormais marcher plus vite. De plus, l'équipe a réduit la difficulté des "Quick time event" du jeu, laissant plus de temps aux joueurs pour réagir.
The Dark Pictures Anthology a été envisagé par Supermassive Games comme une série de jeux non liés qui explorent différents thèmes et genres d'horreur. Le plan du studio était de publier chaque tranche tous les six mois, bien que cet objectif n'ait pas été atteint. Le jeu a été révélé pour la première fois lors du lancement de Man of Medan en août 2019. La bande-annonce a été incluse comme scène post-crédit dans le jeu. L'éditeur Bandai Namco Entertainment a officiellement annoncé le jeu le 14 avril 2020. Le jeu est sorti pour Microsoft Windows, PlayStation 4 et Xbox One en octobre 2020. Le 27 Septembre 2022 une version pour la Playstaion 5 et Xbox Series X/S est sortie et version Nintendo Switch est sortie le 5 Octobre 2023.